# Sven-Åke Böök
Sven Åke Harald Böök, född 24 juli 1935 i Enskede församling i Stockholm, död 4 september 2004 i Tyresö i Stockholms län, var en svensk ekonom verksam inom konsumentkooperationen.
Efter att han blivit pol. mag. i nationalekonomi och statskunskap blev han assistent och licentiand på Nationalekonomiska institutionen vid Stockholms universitet men anställdes av Kooperativa förbundet (KF) innan han avlade examen. Eftersom han hade ett journalistiskt intresse blev han efter en kort tid på KF chefredaktör för tidskriften Kooperatören 1968–1970. Åren 1974–1975 var han informationsansvarig för Statens industriverk.
Kooperativa Förbundets ledning beslutade 1975 att starta Kooperativa Institutet (Koopi) i syfte att sprida kunskap om kooperationen, eftersom det vid denna tid knappt fanns någon forskning om kooperationen i Sverige. Böök blev institutets förste chef och under hans ledning byggdes det under ett drygt decennium upp ett forskarcentrum med ett kontaktnät som omfattade alla svenska universitet och högskolor samt även internationella lärosäten där forskningsprojekt om kooperation förekom. Böök blev också ordförande i föreningen Kooperativa Studier och i Internationella kooperativa alliansens (IKA) forskningskommitté. Under senare delen av 1980-talet fick han uppdraget att leda en internationell grupp med kooperatörer och kooperationsforskare som skulle ta fram ett reviderat förslag till kooperativa värderingar och principer. Arbetet resulterade i boken Co-operative Values in Changing World som sedan översattes till de stora europeiska språken. Dessa förslag antogs vid IKA:s kongress i Tokyo 1992. 
Böök var också aktiv i debatten om löntagarfonder. Hans idéer om löntagarfonder var att de skulle ske i arbetskooperativa former, vilket inte var den utformning som de svenska löntagarfonderna fick efter införandet 1983.
Sven-Åke Böök är begravd på Bollmora kyrkogård i Tyresö.